# Marius Tauthui
MariusTauthui, né le 20 avril 1941 à Tiassalé Sud et mort le 25 décembre 2001, est un militaire ivoirien,.
Fils d’un roi Baoulé (Essuh lignée des Félix Houphouët-Boigny) et d’une princesse mulâtresse Eluh Ayah.

## Formation

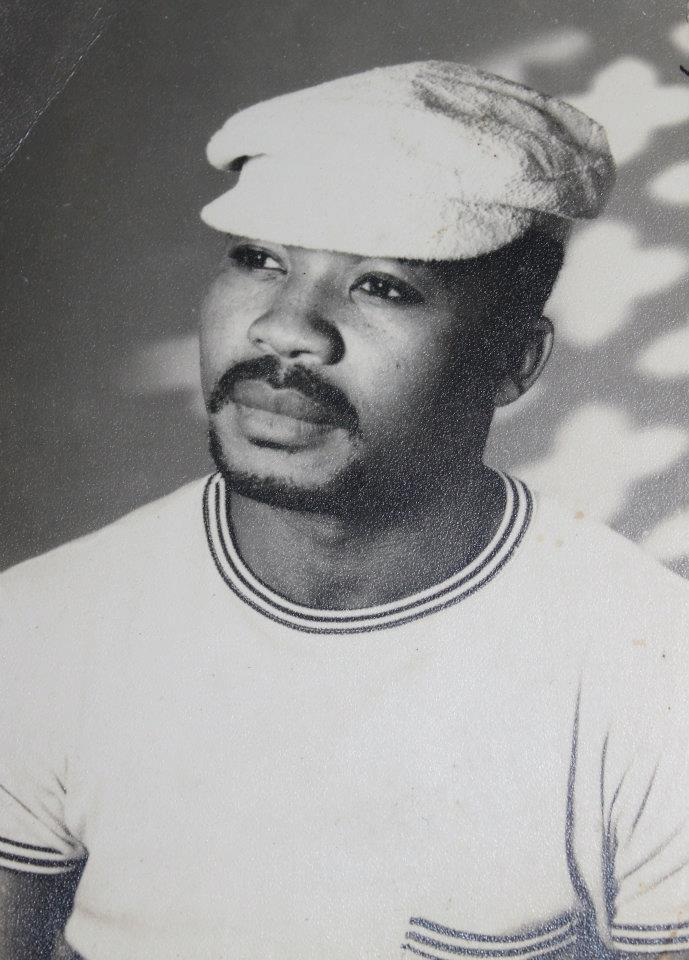
Portrait jeunesse

Il fait ses études à Bingerville et part après pour la France pour intégrer l’armée.
Militaire de carrière.

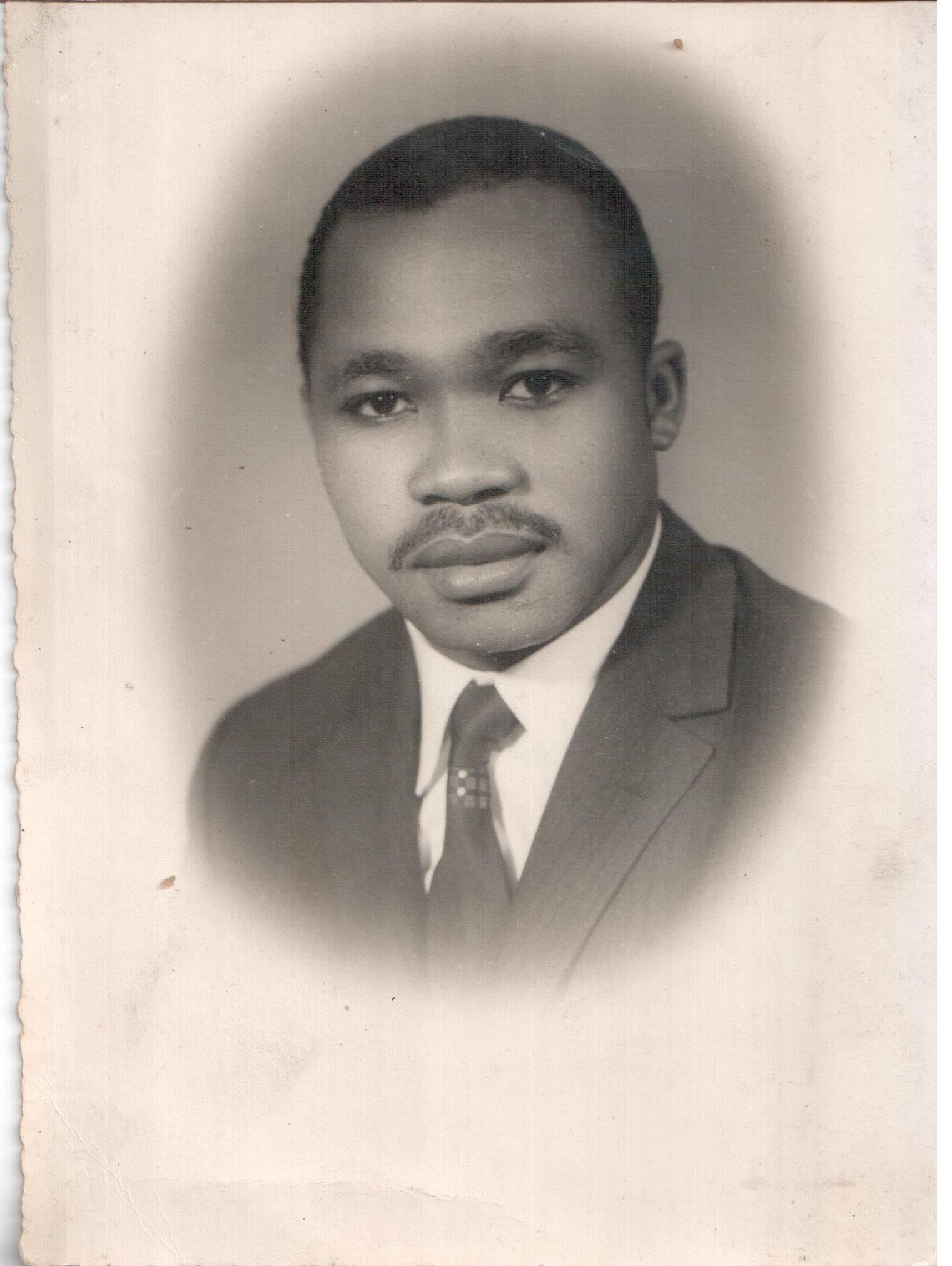
TAUTHUI portrait Papa.

En 1962, il est admis au concours d'élèves officiers de réserve à l'École militaire interarmes de Cherchell.
En 1965, École des Forces armées (EFA) et 1966 une formation militaire qualifiante : stages de parachutisme à Pau ; stages d'aguerrissement au centre national d'entraînement commando et un stage de moniteur de saut et de transport aérien.

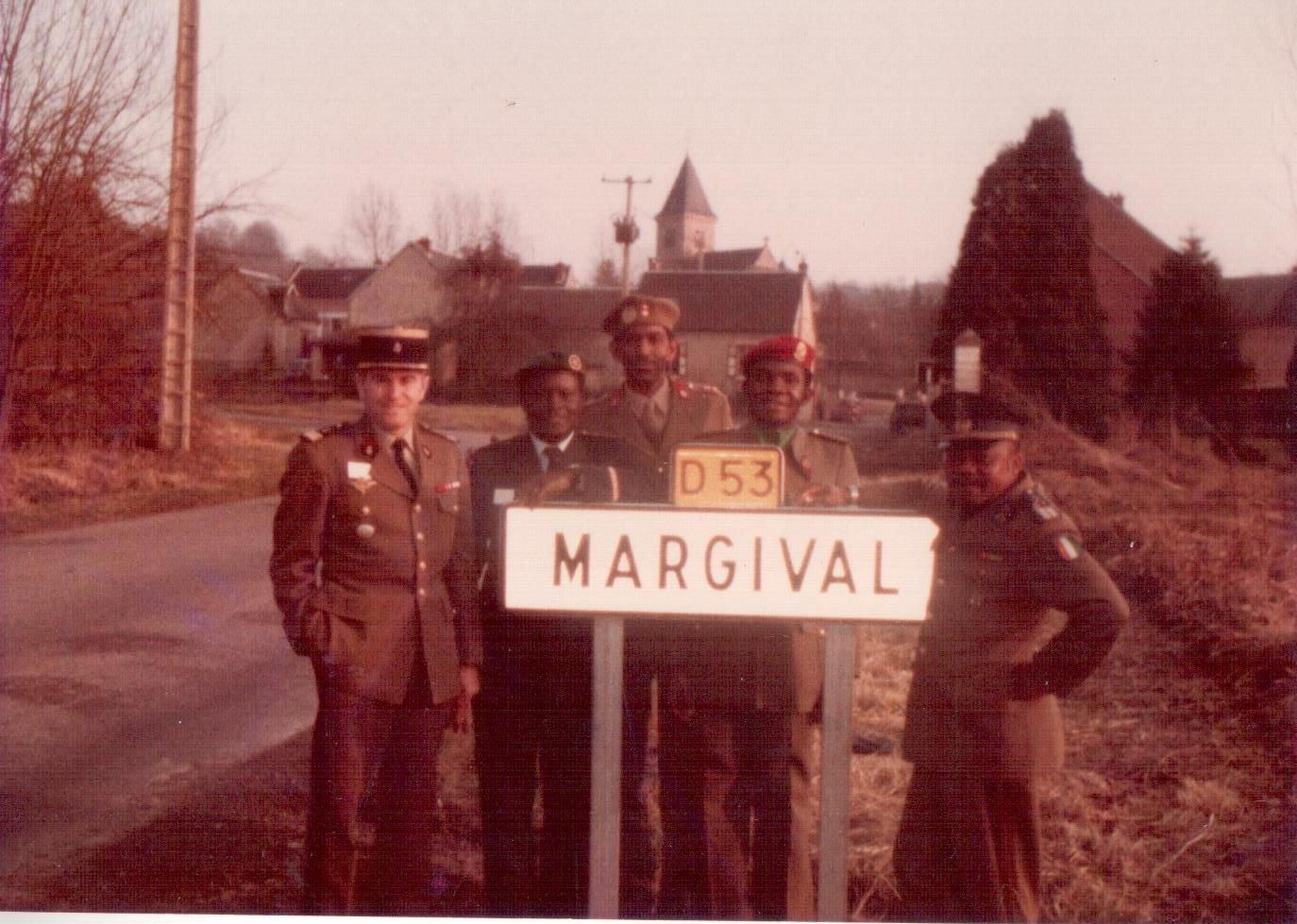
Etudiants Ecole de Guerre

En 1982, il est breveté de l'École supérieure de guerre interarmée française à Paris.

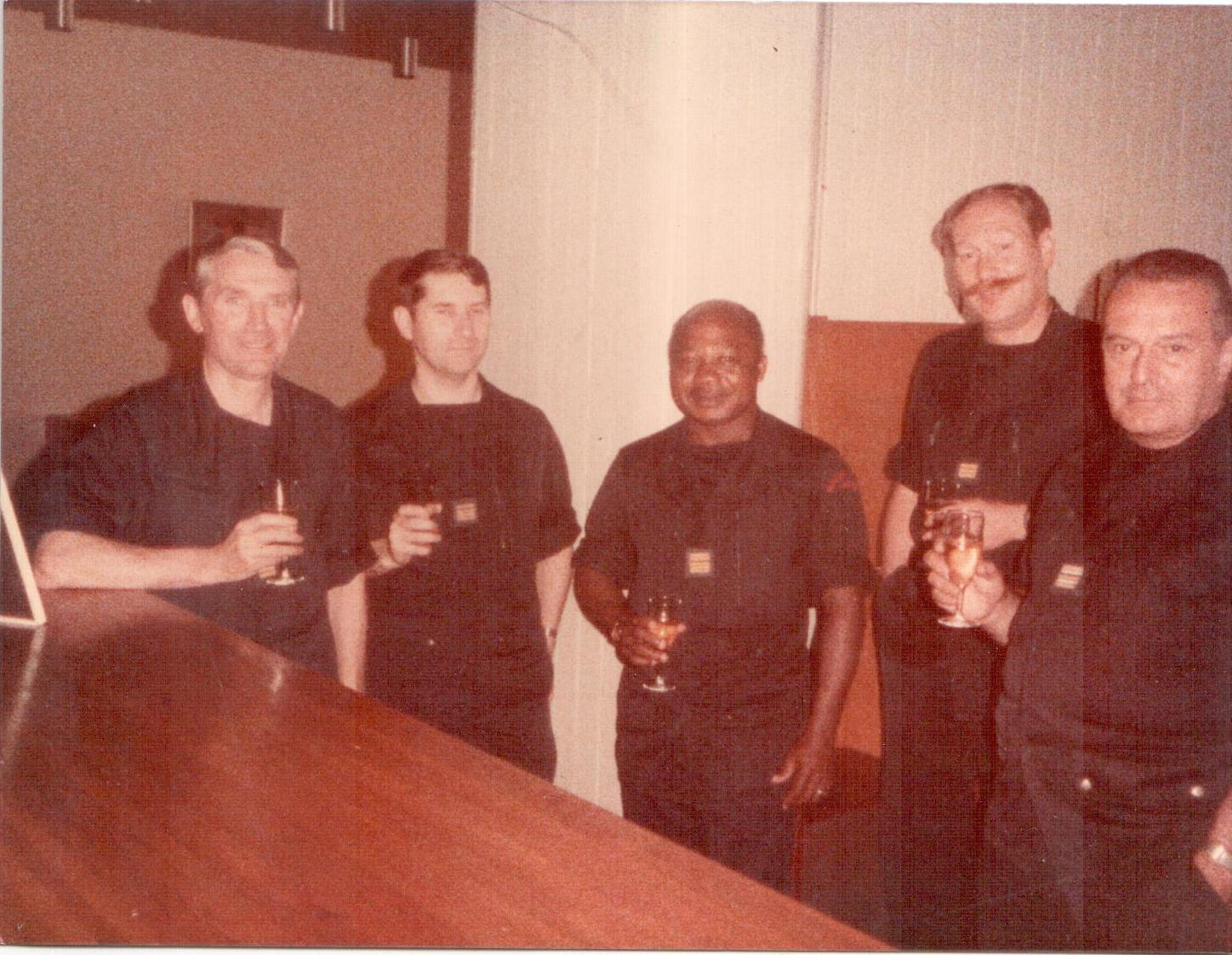
Stage Pompier.

En 1985, il suit une formation de pompier à Paris.

## Carrière
Il est promu aux grades de sous-lieutenant en 1963, puis lieutenant en 1966, capitaine en 1971, commandant en 1975, lieutenant-colonel en 1981, colonel 1985, colonel-major 1997 et nommé général de brigade sous le décret n°98-117.
- Commandant de la 1re compagnie du 1er bataillon de Korhogo (1963)

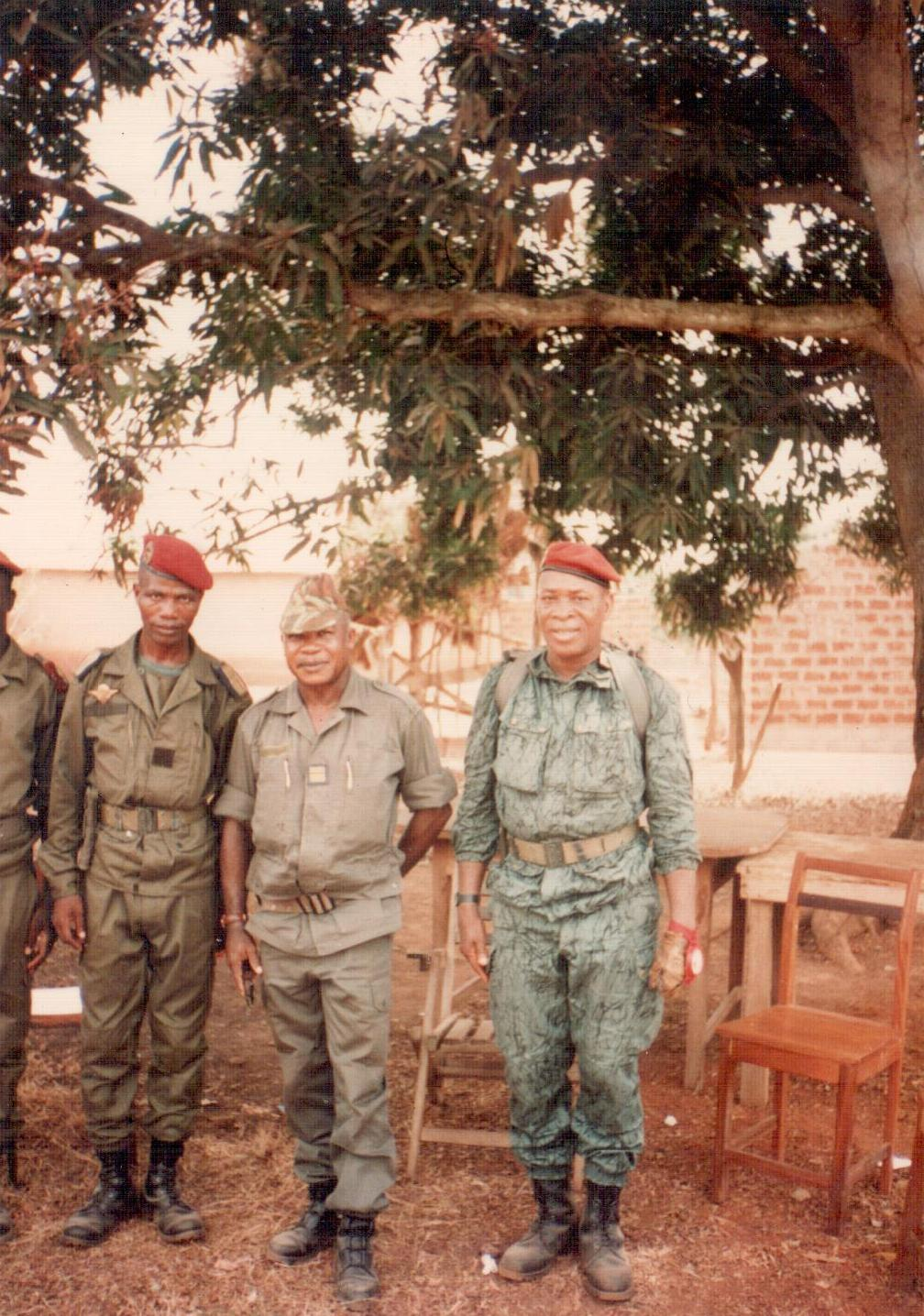
Marius Tauthui.

- Commandant de la 1re compagnie du 1er bataillon d'Akouédo (1964) la Compagnie aéroportée (CAP).
- Commandant en second du bataillon d'infanterie La 2e région militaire, à Daloa
- Commandant en second de la 3e région militaire à Bouaké et de l'EFA en 1980
- Commandant des sapeurs pompiers (1985-1991) Groupement des sapeurs-pompiers militaires (GSPM).
- En 1991, commandant de la 4e région militaire à Korhogo.
- Dans le cadre de cette réorganisation de l’armée à la suite du premier coup d'État manqué en 1996 Commandant des Forces terrestres de la Côte d'Ivoire et consultant stratégique pour l'Afrique française.

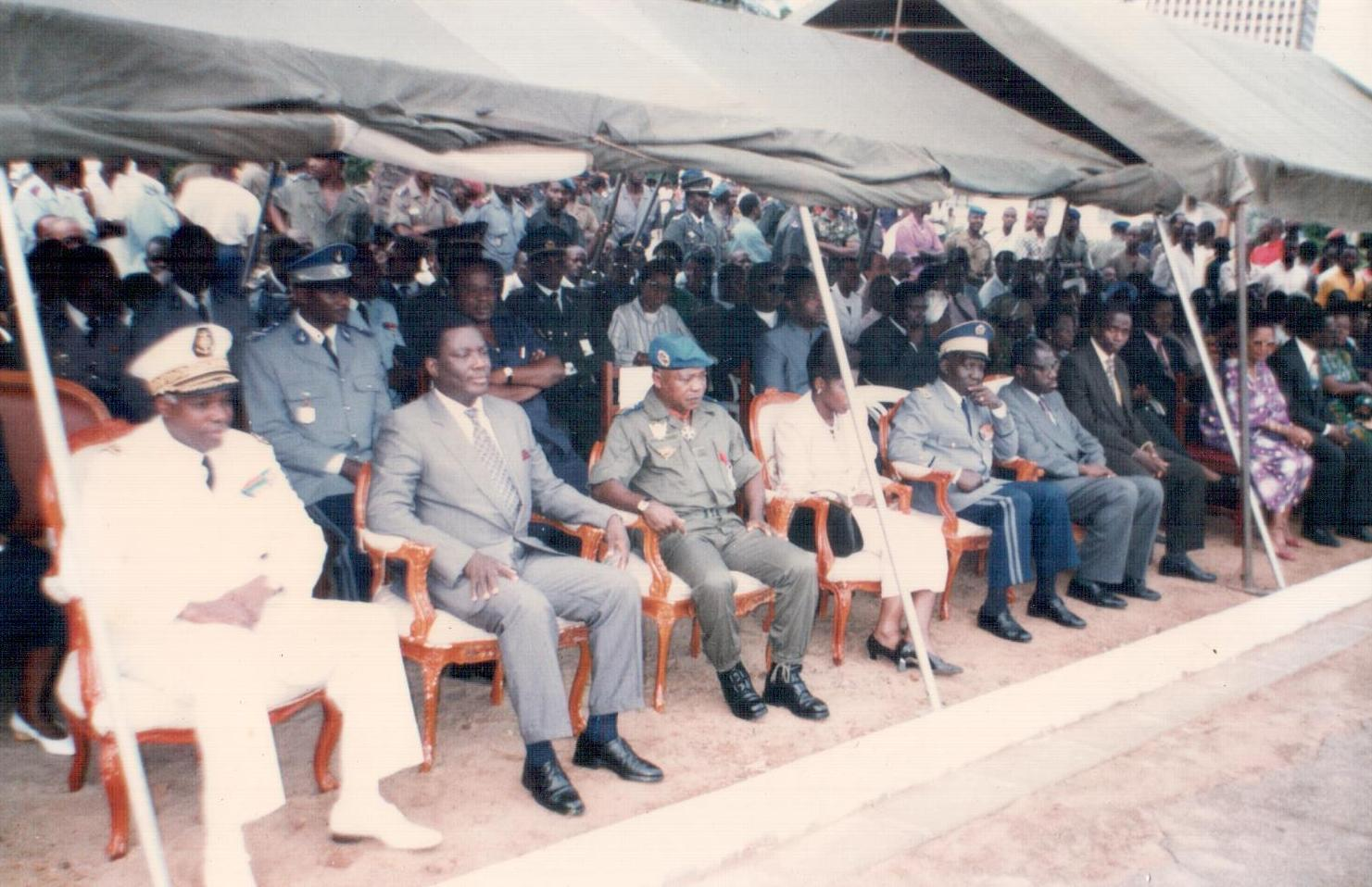
Marius Tauthui.

En 2000, il fait partie des officiers emprisonnés à la suite du coup d’État militaire qui porte le général Robert Guéï à la tête de l’État en remplacement du président Henri Konan Bédié.

## Biographie

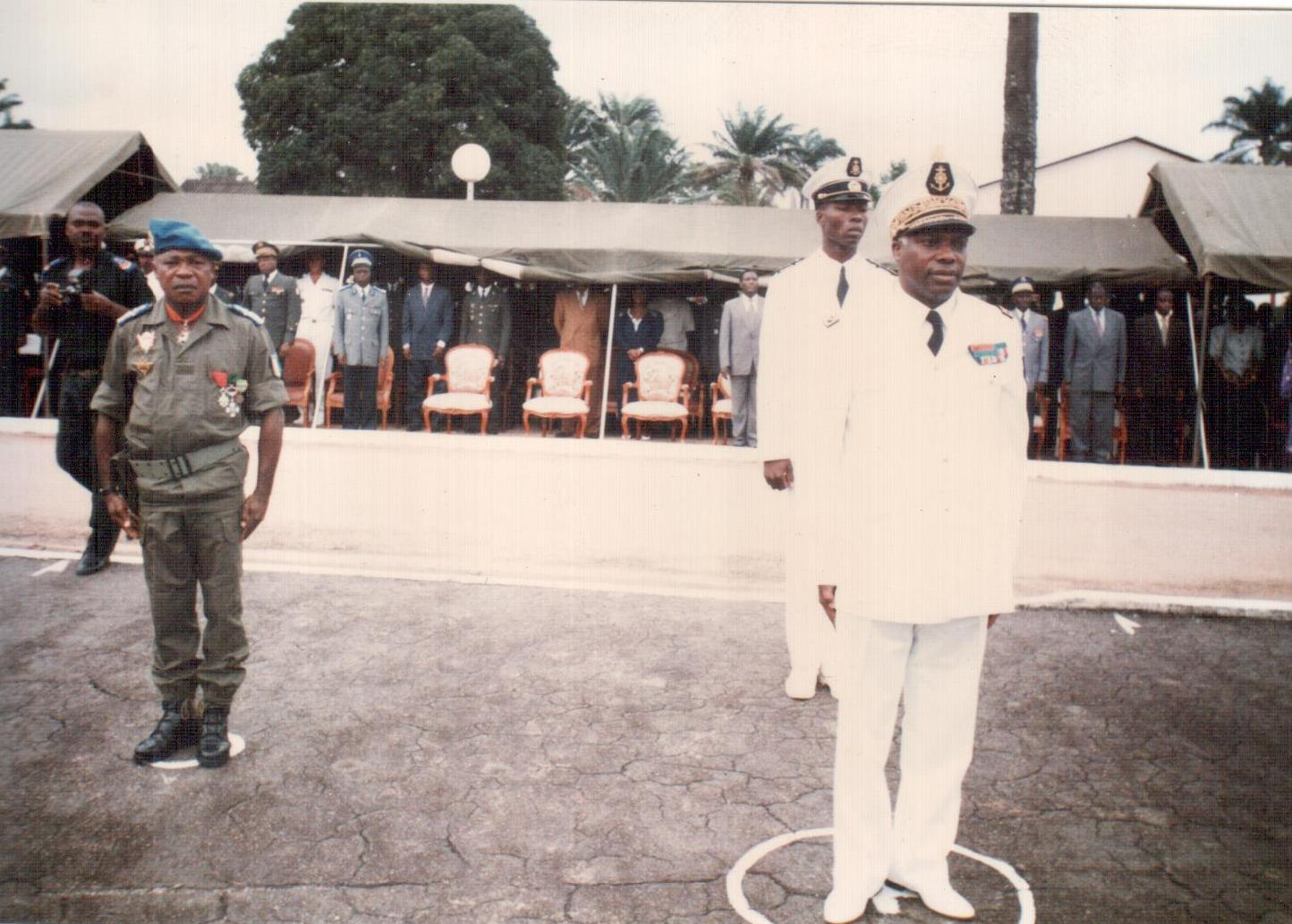
Marius Tauthui.

Marius Tauthui fut l'un des premiers commandos parachutistes de la Côte d'Ivoire. Fait commandeur de l'ordre national de Côte d'Ivoire en 1981, il est décoré officier de la Légion d'honneur française en 1998.
Le général Marius Tauthui meurt à la polyclinique internationale Sainte-Anne-Marie d'Abidjan des suites d'un accident vasculaire cérébral.